# Marc Abrahams
Marc Abrahams (né en 1956) est le rédacteur en chef et cofondateur des Annals of Improbable Research, ainsi que l'initiateur et le maître de cérémonie de la célébration annuelle des prix Ig-Nobel. Il était auparavant rédacteur en chef du Journal of Irreproducible Results (en).
Abrahams est marié à Robin Abrahams (en), également connue sous le nom de « Miss Conduct », auteure, journaliste et chroniqueuse au Boston Globe.
Il est diplômé en mathématiques appliquées du Harvard College.